# 피의 메이데이 사건 (일본)
피의 메이데이 사건(일본어: 血のメーデー事件 치노메에데에지켄[*])은 1952년(쇼와 27년) 5월 1일 목요일, 도쿄 황거외원에서 발생한 시위대와 경찰부대의 충돌사건이다. 시위대 1명이 현장에서 사망하고 시위대 200명과 경찰 750명이 부상당했다. 전후 좌익운동에서 처음 사망자가 발생한 사건으로, 파괴활동방지법 제정의 계기가 되었다. 일본공산당은 이 사건으로 크게 인심을 잃어서 1970년대까지 세를 회복하지 못했다.

## 같이 보기
- 안보투쟁